# Tropiometra carinata
Tropiometra carinata är en sjöliljeart som först beskrevs av Jean-Baptiste Lamarck 1816.  Tropiometra carinata ingår i släktet Tropiometra och familjen Tropiometridae. Inga underarter finns listade i Catalogue of Life.